# 走れ!山笠
『走れ!山笠』（はしれ!やまかさ）は、福岡県の民間放送局である九州朝日放送（KBC）が制作する、毎年7月15日に行われる博多祇園山笠の最後の行事「追い山」の生中継を主体とした各種放送番組である。

## 概要
KBCは、1956年に本社を久留米市から福岡市の繁華街、中洲に移転。数年後にはテレビ放送開始もあり近くの長浜に移転したが、福岡移転後から博多部との結びつきを強めていった。
そうした中で、1960年から、福岡のテレビ局でいち早く、「追い山」の放送を開始。以来、半世紀近くにわたって関連番組を含めて放送を行っている。
同じく「追い山」中継を行うNHK福岡放送局・RKB毎日放送（RKB）との違いは、積極的に県外にも同時ネットを行っている点である。NHKもかつては九州ブロック（沖縄県含む）で放送していた時期があったが、現在地上波での放送は福岡県だけ（衛星放送では、2010年まではBS2もしくはBShiで、2011年から2014年まではBSプレミアムで中継）。RKBも九州ブロックへのネットは開始当初から行っていなかったが、2010年からBS-TBSで全国中継を開始した。これに対しKBCは、九州・山口のテレビ朝日系列各局で放送されている。過去には、テレビ朝日、メ〜テレ、朝日放送などでも放送されたことがある。2017年は、テレビ朝日系列で放送されている、『第72回全米女子オープンゴルフ・2日目』の中継の関係上、KBCのみの放送となった（逆にKBCは、全米女子オープン2日目の放送を行っていない）。
また、KBCは博多座の広報番組を制作・放送しているが、その関係で、博多座で7月公演を行う俳優や女優の中には、KBCを通じて、「追い山を生で見たい」と希望するケースもある。小林幸子は2003年、博多座で7月公演（芸能活動40周年記念）を行ったのだが、その際、「追い山」の前後は公演を休みにしてもらい、当日、この番組のゲストとして、舁き山の櫛田神社入りを目の当たりにし、感激していた。
2009年は、初の追い山中継から通算50回目を迎えたことを受け特別番組を制作、福岡ソフトバンクホークス会長で元監督の王貞治がゲスト出演した。2020年は、新型コロナウイルス感染症の流行による「追い山」開催見送り（「来年（2021年）夏までの延期」という形をとる）のため、追い山中継も中止となった（その代替として7月11日に、特別編「山笠サミット2020」が放送された)。
なお、現在のタイトルが用いられるようになったのは20世紀の終わり近くになってからである。
2014年からは、福岡市に本社を置く辛子明太子メーカー・ふくやを特別協賛スポンサーに迎えて「ふくやスペシャル 2015年博多祇園山笠追い山中継 走れ!山笠」（2015年度の場合。第2部からスポンサー冠）のタイトルで放送された。

## 追い山中継進行役
通常は、『KBCニュースピア』『シリタカ!』のキャスターが中心となり担当する。一部例外となった年もあり。2025年1月より『シリタカ!』は『ぎゅっと』に変わったが、男性MCの長岡大雅は、2016年から櫛田神社境内のアナウンスを逸見明正より引き継いでいるので、この番組には出演できない。

### 2024年
- 岡田理沙
- 小鹿潤

### 2023年
- 岡田理沙
- 和田侑也

### 2022年
- 三澤澄也

### 過去の進行役
- 間島栄一（1980年代前後）[3]
- 草柳悟堂
- 加藤恭子
- 高島宗一郎
- 山本華世（2008年）
- 近藤鉄太郎
- 武藤麻美
- 太田祐輔
- 宮本啓丞 (2018年)
- 沢田幸二
- 細谷めぐみ

## その他放送出演者
リポーターは、水法被締め込み姿もしくは浴衣姿で出演する。2019年度の例で、KBCアナウンサーやKBC記者(元アナウンサー)である。
- 三澤澄也 - 山留めリポート
- 巽孝之 - 承天寺前リポート
- 和田侑也 - 旧西町筋リポート
- 居内陽平 - 廻り止めリポート
- 山﨑萌絵 - 廻り止めインタビュー
- 逸見明正 - 街中リポート

### 2010年
山本以外は全員KBCアナウンサー(当時)。
- 武内裕之 - 山留めリポート
- 加納有沙 - 櫛田神社内リポート
- 田上和延 - 承天寺前リポート
- 沖繁義 - 大博通りリポート
- 工藤悟 - 旧西町筋リポート
- 太田祐輔 - 廻り止めリポート
- 山本耕一 - 気象予報士。KBCローカル枠進行
- 逸見明正 - 場内進行役。KBCローカル枠で少し登場していた時期もあった

### 2013年
全員KBCアナウンサー(当時)。
- 近藤鉄太郎 - 山留めリポート、KBCローカル枠進行
- 石井栞 - 櫛田神社内リポート、KBCローカル枠進行
- 長岡大雅 - 承天寺前リポート
- 富田薫 - 大博通りリポート
- 三澤澄也 - 旧西町筋リポート
- 沖繁義 - 廻り止めリポート

## 追い山中継の放送時間
- 2007年 JST 4:00 - 5:45

これはKBCのものであり、ネットする局によってはこれより短縮して放送した。
- 2008年 - 2015年 JST 3:55 - 5:50（第1部 3:55 - 4:30、第2部 4:30 - 5:40、第3部 5:40 - 5:50）

KBC以外のネット局は第2部から。ABCとEXは放送なし。
2011年はKKBも第1部から放送。
2014年はnccは放送なし。
- 2016年・2017年 JST 4:00 - 5:50（第1部 4:00 - 4:30、第2部 4:30 - 5:50）

KBC、KAB（2016年のみ）以外のネット局は第2部から。
2017年は『第72回全米女子オープンゴルフ・2日目』中継のためKBCのみ放送。
- 2018年 JST 4:00 - 6:20（第1部 4:00 - 4:30、第2部 4:30 - 5:50、第3部 5:50 - 6:20）

KBC、ncc以外のネット局は第2部のみネット。第3部はKBCのみ放送。
この年はKBCラジオでも通常番組を休止して4:00 - 5:35に放送された。
- 2019年 JST 4:00 - 5:50（第1部 4:00 - 4:30、第2部 4:30 - 5:50）

KBC、ncc、KAB、BS朝日以外のネット局は第2部から。
この年はKBCラジオでも臨時に放送休止を返上して4:00 - 5:50に富田薫司会で放送された。
- 2022年 JST 4:00 - 5:50（第1部 4:00 - 4:30、第2部 4:30 - 5:50）

KBC、ncc以外のネット局は第2部から。
- 2023年 JST 4:00 - 5:50（ネット局の放送あり）

全国向けに「アサデス。アプリ」でネットでの同時配信を行う。また、KBCラジオでも同じ時間にテレビの音声に加えて富田薫のフォローコメントを付けて同時放送を行う。

### 山笠中止に伴う代替番組
2020年、2021年は新型コロナウイルス感染拡大を受け開催が見送られたが、KBCではローカル番組として特別番組を編成した。
- 2020年
  - 「走れ!山笠 特別編 山笠サミット2020」（テレビ。7月11日 15:30-16:30。長岡大雅、髙﨑恵理、黒瀬純（パンクブーブー）、大原梓、辻仁成、髙島宗一郎、武田忠也）
  - 「走れ!山笠2020特別編〜4時59分 何していますか?〜」（ラジオ。7月15日 4:59-5:45。沢田幸二、長岡大雅）
- 2021年[8]
  - 「艶歌にっぽんPresents〜こんなときこそ…ラジオde山笠前夜祭2021」（ラジオ。7月11日 21:00-22:00）
  - 「〜力をためて来年こそ!〜博多祇園山笠追い山中継　走れ!山笠2019」（テレビ。7月15日 4:55-5:50。黒木瞳、沢田幸二、細谷めぐみ）
  - 「博多祇園山笠追い山特番「博多の魂 〜エイショーエ〜」」（ラジオ。7月15日 4:59-6:00）

## 追い山中継のネット局
九州以外の局では、ネットしない年もあるので、各局の番組表などで確認する必要がある。
| 対象対象地域 | 放送局       | 系列           | 備考                                                                   |
| ------------ | ------------ | -------------- | ---------------------------------------------------------------------- |
| 福岡県       | 九州朝日放送 | テレビ朝日系列 | 制作局                                                                 |
| 長崎県       | 長崎文化放送 | テレビ朝日系列 | 同時ネット                                                             |
| 熊本県       | 熊本朝日放送 | テレビ朝日系列 | 同時ネット                                                             |
| 大分県       | 大分朝日放送 | テレビ朝日系列 | 同時ネット                                                             |
| 鹿児島県     | 鹿児島放送   | テレビ朝日系列 | 同時ネット                                                             |
| 山口県       | 山口朝日放送 | テレビ朝日系列 | 同時ネット                                                             |
| 日本全国     | BS朝日       | BSデジタル放送 | 2019年は同時ネット。2011 - 2012年は録画放送。2013 - 2018年は放送なし。 |

### 過去のネット局
| 対象対象地域   | 放送局             | 系列           | 備考                                                                    |
| -------------- | ------------------ | -------------- | ----------------------------------------------------------------------- |
| 北海道         | 北海道テレビ       | テレビ朝日系列 | 生中継が始まった頃のネット局。放送終了時期不明                          |
| 関東広域圏     | テレビ朝日         | テレビ朝日系列 | 放送終了時期不明                                                        |
| 静岡県         | 静岡けんみんテレビ | テレビ朝日系列 | 生中継が始まった頃のネット局。放送終了時期不明                          |
| 中京広域圏     | メ〜テレ           | テレビ朝日系列 | 2012年まで                                                              |
| 近畿広域圏     | 朝日放送           | テレビ朝日系列 | 2007年まで                                                              |
| 広島県         | 広島ホームテレビ   | テレビ朝日系列 | 1970 - 1980年代に年度により放送 1989年は7月15日（土曜）4:50 -5:20       |
| 香川県・岡山県 | 瀬戸内海放送       | テレビ朝日系列 | 生中継が始まった頃のネット局。放送終了時期不明                          |
| 神奈川県       | tvk                | 独立局         | 録画放送 2011 - 2012年。2013年と2018年は放送なし。2014 - 2017年は不明。 |

## 放送の歴史
一部は2010年のKBC枠で紹介した。
- 1960年（昭和35年） - 追い山中継スタート
- 1964年（昭和39年） - 「走る飾り山」復活に合わせ、アナウンサーによる実況を開始
- 1967年（昭和42年） - カラー制作開始
- 1979年（昭和54年） - 山笠、国が重要無形民俗文化財に指定する。この年から早朝の生中継開始。最初のゲストは太地喜和子で、全7局ネット[3]
- 1983年（昭和58年） - 前年開局のKKBで放送開始
- 1990年（平成2年） - 前年開局のKAB、4月開局のnccで放送開始
- 1994年（平成6年） - 前年開局のOAB、yabで放送開始
- 2007年（平成19年） - 朝日放送がこの年を最後に撤退
- 2008年（平成20年） - ハイビジョン制作に移行
- 2012年（平成24年） - メ〜テレがこの年を最後に撤退

## 追い山中継以外の番組
- 総集編

舁き山の櫛田入りの模様を中心に、早朝の放送を1時間に再編集。ただしKBCテレビのみでの放送である。2008年、2009年は当日の15:00 - 15:55に放送したが、2010年は編成の都合で2日遅れ、2012年は翌日10:45 - 11:35に、2013年は当日の10:45 - 11:40に、2015年、2016年は当日の14:02 - 14:57に放送。
- 博多祇園山笠 永久保存版アーカイブス『走れ!山笠〜KBCが追った50年〜』

山笠中継50回目を記念しKBCテレビで2009年7月11日に放送。
- 博多祇園山笠追い山前夜祭スペシャル おっしょい! 夏祭りだ!

追い山前日に行われる前夜祭の模様を収録し、KBCラジオで月末頃に毎年放送（編成の都合による）。

## 記念商品

### DVD
- 博多祇園山笠 永久保存版アーカイブス『走れ!山笠〜KBCが追った50年〜』

2009年制作・発売。テレビ特番の内容（一部）に加え、2009年の追い山ダイジェストの映像を盛り込んだ。
- 博多祇園山笠 永久保存版アーカイブス『走れ!山笠〜2010&1979〜』

2010年制作・発売。表題にある2つの年の山笠中継を収録。『ANNニュース』編成の関係で全ては中継できなかった舁き山の廻り止め映像を加えた。